# 창원동백학교
창원동백학교는 경상남도 창원시 마산합포구 구산면에 있는 사립 특수학교이다.

## 연혁
- 2014년 3월 1일 : 개교